# Salamon Ernő (pedagógus)
Salamon Ernő (Szeghalom, 1888. december 2. – Auschwitz, 1944.) magyar pedagógus, pedagógiai szakíró.

## Életútja
Budapesten, az V. kerületi Állami Főreáliskolában érettségizett (1901); tanári oklevelet a budapesti egyetemen, matematika–fizika szakon szerzett (1906). 1906–1908 között a sátoraljaújhelyi polgári iskolában, 1908–18 között a nagyváradi községi polgári iskolában, az 1918–19-es tanévben a helyi leánygimnáziumban tanított. 1920-tól a nagyváradi zsidó líceum tanára, 1928-tól az intézmény igazgatója volt. 1944-ben deportálták, az auschwitzi koncentrációs táborban a holokauszt áldozata lett.

## Egyesületi és szakirodalmi munkássága
Természettudományi és gyorsírási egyesületek vezetőségi tagja. Pedagógiai és gyorsírási szaklapokban jelentek meg értekezései.